# John Forest
Pour les articles homonymes, voir Forest.
John Forest, né vers 1471 à Oxford et mort le 22 mai 1538 à Smithfield, est un prêtre franciscain anglais mort martyr pour s'être ouvertement opposé à Henri VIII dans ses interférences dans la vie de l'Église en Angleterre.

## Biographie
John Forest est au moment de La Réforme en Angleterre un religieux catholique de premier plan. Entré chez les franciscains dits de l'observance régulière en 1491 à Greenwich il poursuivit des études de théologie à l'université d'Oxford et devient plus tard provincial de tous ses frères en Angleterre. Proche de la cour il est le confesseur de la reine Catherine d'Aragon, première épouse du roi Henri VIII.
En 1531 il s'oppose une première fois au roi au sujet de ses divorces répétés et de ses interférences dans la vie de l'Église. En 1532 il s'exprime publiquement en chair contre la décision du roi de supprimer les ordres religieux et en particulier le sien. Mécontent le roi le fait mettre en prison et comdamner à mort. Il est gardé à la prison de Newgate mais la sentence n'est pas exécutée. Il reste alors près de 5 ans enfermé. Entre temps son ordre est supprimé. Libéré il est envoyé en résidence surveillée. Il est alors gardé en prison dans un couvent des franciscains conventuels, ordre qui n'est pas encore supprimé. 
Quelque temps après il est à nouveau emprisonné à la prison de Newgate pour s'être prononcé publiquement une fois de plus et malgré les avertissements contre le roi et sa prétention à gouverner l'Eglise. Ses conditions de détention restent supportables. Il peut célébrer la messe, recevoir de la visite et même entretenir une correspondance écrite avec la reine. Mais la rédaction de son pamphlet "De auctoritate Ecclesiae et Pontificis maximi" défendant explicitement à la fois la primauté papale et l'indépendance de l'Église face au contrôle de l'État va précipiter son sort. 
Il subit alors les foudres de Thomas Cranmer l'archevêque de Canterbury acquis à la réforme et de Thomas Cromwell chancellier du royaume qui finissent par le faire à nouveau condamner à mort pour haute trahison. Il est brûlé vif.

## Sa vénération
Jean Jones fut béatifié par le pape Léon XIII en 1886. Il est l'un des Cinquante-quatre martyrs anglais et est vénéré individuellement le 22 mai.